# Erebothrix semiusta
Erebothrix semiusta là một loài bướm đêm trong họ Noctuidae.